# Tucetona
Tucetona is een geslacht van tweekleppigen uit de familie van de Glycymerididae.

## Soorten
- Tucetona amboinensis (Gmelin, 1791)
- Tucetona angusticosta Lamprell & Whitehead, 1990
- Tucetona arcodentiens (Dall, 1895)
- Tucetona aucklandica (Powell, 1938) †
- Tucetona audouini Matsukuma, 1984
- Tucetona aureomaculata (Angas, 1879)
- Tucetona auriflua (Reeve, 1843)
- Tucetona bicolor (Reeve, 1843)
- Tucetona brachytona (Suter, 1917) †
- Tucetona broadfooti (Iredale, 1929)
- Tucetona chambersi (P. Marshall & Browne, 1909) †
- Tucetona diomedea (Dall, Bartsch & Rehder, 1938)
- Tucetona finlayi (Laws, 1939) †
- Tucetona flabellata (Tenison-Woods, 1878)
- Tucetona gealei (Angas, 1873)
- Tucetona guesi (Jousseaume, 1895)
- Tucetona hanzawai (Nomura & Zinbo, 1934)
- Tucetona hoylei (Melvill & Standen, 1899)
- Tucetona isabellae Valentich-Scott & Garfinkle, 2011
- Tucetona kauaia (Dall, Bartsch & Rehder, 1938)
- Tucetona kilburni Matsukuma, 1984
- Tucetona laticostata (Quoy & Gaimard, 1835)
- Tucetona lornensis (Marwick, 1923) †
- Tucetona mindoroensis (E. A. Smith, 1916)
- Tucetona molokaia (Dall, Bartsch & Rehder, 1938)
- Tucetona monsadusta (Marwick, 1932) †
- Tucetona montrouzieri (Angas, 1872)
- Tucetona multicostata (G. B. Sowerby I, 1833)
- Tucetona nodosa (Reeve, 1843)
- Tucetona nux (Dall, Bartsch & Rehder, 1938)
- Tucetona oculata (Reeve, 1843)
- Tucetona odhneri Iredale, 1939
- Tucetona pallium (Reeve, 1843)
- Tucetona pectinata (Gmelin, 1791)
- Tucetona pectunculus (Linnaeus, 1758)
- Tucetona planata (G. Nevill & H. L. Nevill, 1874)
- Tucetona prashadi (Nicol, 1951)
- Tucetona saggiecoheni Poppe, Tagaro & Stahlschmidt, 2015
- Tucetona scalarisculpta Lamprell & Whitehead, 1990
- Tucetona sericata (Reeve, 1843)
- Tucetona shinkurosensis Hatai, Niino & Kotaka in Niino, 1952
- Tucetona sibogae Matsukuma, 1982
- Tucetona sordida (Tate, 1891)
- Tucetona strigilata (G. B. Sowerby I, 1833)
- Tucetona subpectiniformis (Nomura & Zinbo, 1934)
- Tucetona subtilis Nicol, 1956
- Tucetona tegulicia (Melvill, 1898)
- Tucetona traversi (Hutton, 1873) †
- Tucetona tsugioi Matsukuma, 1984
- Tucetona wairarapaensis (Powell, 1938) †